# Мюнхен (район)
Мюнхен (нім. München) — район у Німеччині, у складі округу Верхня Баварія федеральної землі Баварія. Охоплює землі навколо столиці Баварії міста Мюнхена, яке також є адміністративним центром району, при цьому до його складу не входячи.

## Населення
Населення району становить 349 685 осіб (станом на 31 грудня 2020).

## Адміністративний поділ
Район складається з 2 міст (нім. Städte) та 27 громад (нім. Gemeinden):
| Міста 1. Гархінг-бай-Мюнхен (17192) 2. Унтершляйсгайм (28824) | Громади 1. Ашгайм (9315) 2. Аїнг (5508) 3. Баєрбрунн (3317) 4. Бруннталь (5547) 5. Гаар (21609) 6. Гегенкірхен-Зігертсбрунн (11004) 7. Гоенбрунн (8815) 8. Грефельфінг (13581) 9. Грасбрунн (6761) 10. Грюнвальд (11303) 11. Зауерлах (8204) 12. Ісманінг (17605) 13. Кірхгайм-бай-Мюнхен (12787) 14. Нойбіберг (14636) 15. Нойрід (8580) 16. Обергахінг (13638) 17. Обершляйсгайм (11900) 18. Оттобрунн (21881) 19. Планегг (11002) 20. Пуллах (8894) 21. Пуцбрунн (6593) 22. Тауфкірхен (17954) 23. Унтергахінг (25234) 24. Унтерферінг (11236) 25. Фельдкірхен (7546) 26. Шефтларн (5937) 27. Штраслах-Дінгартінг (3282) |

Дані про населення наведені станом на 31 грудня 2020.